# 東亜非破壊検査
東亜非破壊検査株式会社（とうあひはかいけんさ）は、福岡県北九州市八幡東区に本社を置き、非破壊検査事業を行っている企業である。またグループ会社の辰起非破壊検査工業では、レーダーを使用した地中探査を手がけている。
日本では日鉄住金P&E、三井化学、JXTGエネルギーなどから受注実績があるほか、韓国にも合弁の形で進出している。

## 沿革
- 1962年（昭和37年）3月 - 福岡県八幡市（現北九州市八幡東区）に設立
- 1970年（昭和45年）6月 - 曽根試験所を北九州市小倉南区に開設
- 1989年（平成元年）4月 - 株式会社トーテックを設立
- 2002年（平成14年）6月 - 品質保証部を開設
- 2007年（平成19年）8月 - 研修センターを北九州市八幡西区に開設[3]
- 2012年（平成24年）3月 - 技術開発部を開設
- 2013年（平成25年）4月 - 技術開発センター業務開始[4]

## 事業所
- 本社 - 福岡県北九州市八幡東区

- 技術開発センター - 福岡県北九州市小倉南区

- 営業所
  - 北九州営業所 - 福岡県北九州市八幡西区 ※旧八幡営業所
  - 長崎営業所 - 長崎県長崎市 ※三菱重工業(株) 長崎造船所 内
  - 宇部営業所 - 山口県宇部市
  - 周南営業所 - 山口県下松市
  - 倉敷営業所 - 岡山県倉敷市 ※旧水島営業所
  - 加古川営業所 - 兵庫県加古郡播磨町 ※旧東幡出張所
  - 大阪営業所 - 大阪府堺市西区
  - 名古屋営業所 - 愛知県知多市
  - 千葉営業所 - 千葉県市原市

- 出張所・事務所
  - 大牟田出張所 - 福岡県大牟田市 ※三井化学(株) 大牟田工場 内
  - 大分出張所 - 大分県大分市
  - 大竹出張所 - 広島県大竹市
  - 高松出張所 - 香川県高松市
  - 出光知多出張所 - 愛知県知多市 ※出光興産(株) 愛知製油所 内
  - 渥美事務所 - 愛知県田原市 ※中部電力(株) 渥美火力発電所 内

## 関連会社
- 株式会社辰起非破壊検査工業
- 株式会社トーテック

## 加入団体
- 日本非破壊検査工業会[5]

## スポンサー
スポーツ
- ギラヴァンツ北九州のブロンズスポンサーとなっている[6]。